# Dufourspitze
A Dufourspitze (franciául Pointe Dufour, olaszul Punta Dufour) 4634 méteres tengerszint feletti magasságával a Monte Rosa-masszívum és Svájc legmagasabb, az Alpok második legmagasabb hegycsúcsa.
1863-ig Höchste Spitzének hívták, akkor nevezte el a Szövetségi Tanács Guillaume Henri Dufour svájci mérnökről, térképészről, aki kimutatta, hogy a csúcs ugyan Svájc és Olaszország határán, de egész pontosan Svájc területén van.
Megmászására számos kísérlet történt. A nála 2 méterrel alacsonyabb keleti csúcsot (Dunant-csúcs, Jean-Henri Dunant-ról kapta a nevét) már 1854-ben elérték. A nyugati, 4634 m-es csúcs első sikeres megmászása 1855. augusztus 1-jén sikerült egy nyolcfős csoportnak (három svájci idegenvezető és öt angol hegymászó).